# Vimana Oy
Vimana Oy est une agence gouvernementale de services informatiques dont la mission est de fournir les services informatiques aux régions de Finlande.

## Présentation
Créé à l'été 2017, Vimana est supervisé par le ministère des Finances.
Au 1er février 2020, Vimana Oy et SoteDigi Oy fusionnent pour former un prestataire de services unique,.